# Thomas Jaeschke
Thomas Jaeschke (ur. 4 września 1993 w Wheaton) – amerykański siatkarz niemieckiego pochodzenia, grający na pozycji przyjmującego, reprezentant Stanów Zjednoczonych. Podczas jednej z akcji Pucharu Świata 2019 doznał kontuzji barku, uderzając w słupek.
Thomas jest synem Johna i Danielli Jaeschke. Ma starszego brata Josepha i siostrę bliźniaczkę Jaime.

## Sukcesy klubowe
Liga polska:
- 2016

Liga chińska:
- 2023[7]

Puchar Turcji:
- 2023[8]

Liga turecka:
- 2023[9]

Puchar Cesarza:
- 2023[10]

Liga japońska:
- 2024[11]

## Sukcesy reprezentacyjne
Liga Światowa:
- 2015

Igrzyska Olimpijskie:
- 2016, 2024[12]

Mistrzostwa Ameryki Północnej, Środkowej i Karaibów:
- 2017, 2023[13]

Liga Narodów:
- 2019, 2023[14]

Puchar Świata:
- 2019

## Nagrody indywidualne
- 2023: MVP finału Pucharu Turcji